# کای فرانک
کای گابریل فرانک (به فنلاندی: Kaj Gabriel Franck)؛ (زادۀ ۹ نوامبر ۱۹۱۱ میلادی – درگذشتۀ ۲۶ سپتامبر ۱۹۸۹ میلادی) یکی از چهره‌های برجستۀ طراحی فنلاندی و یکی از چهره‌های تأثیرگذار در طراحی و هنرهای کاربردی بین سال‌های ۱۹۴۰ تا ۱۹۸۰ میلادی بود.
پدر و مادر فرانک، کورت فرانک و جنویو «ووی» آهرنبرگ بودند. او یک فنلاندی سوئدی-زبان بود و از سوی پدر آلمانی الاصل بود.
فرانک، مدیر هنری شرکت آرابیا سرامیکز (اکنون بخشی از گروه ایتالا) و مدیر هنری و معلم در کالج هنرهای کاربردی – دانشگاه هنر و طراحی هلسینکی پیشین (دانشگاه آلتو فعلی) – از سال ۱۹۴۵ میلادی بود، اما طرح‌هایی را برای شرکت‌های دیگر نیز ایجاد کرد. او در سال ۱۹۶۴ میلادی مدال شاهزاده یوجین را دریافت کرد.
انجمن طراحی فنلاند سالانه جایزۀ طراحی کای فرانک را به طراح یا تیمی از طراحان که با روحیۀ مرحوم کای فرانک کار می‌کنند اعطاء می‌کند. برخی از دریافت‌کنندگان این جایزه عبارتند از: اویوا تویکا (۱۹۹۲ میلادی)، ایریه کوکاپورو (۱۹۹۵ میلادی)، هیکی اورولا (۱۹۹۸ میلادی)، ارو آرنیو (۲۰۰۸ میلادی)، سیمو هیکیلا (۲۰۱۱ میلادی) و هری کوسکینن (۲۰۱۴ میلادی).
ضرابخانۀ فنلاند یک سکۀ کلکسیونی با مضمون «کای فرانک و هنر صنعتی» در ژانویه ۲۰۱۱ میلادی منتشر کرد. این سکه به مناسبت یکصدمین سالگرد تولد وی است.
او در گورستان هیتانیمی در هلسینکی به خاک سپرده شده‌ است.